# Anello Egalité 1
Egalité 1 è uno dei cinque archi (insieme a Liberté, Egalité 2, Fraternité e Courage) dell'anello Adams di Nettuno. Questi cinque archi sono in effetti le parti più brillanti del resto dell'anello.